# Paweł Skurski
Paweł Skurski (ur. 1978) – polski malarz, rzeźbiarz i artysta audiowizualny.
Urodził się w 1978 jako syn filmowców Barbary Minkiewicz i Grzegorza Skurskiego. W 2003 obronił dyplom na Wydziale Malarstwa Akademii Sztuk Pięknych w Warszawie.
Częstym motywem jego twórczości malarskiej są postaci z okładek kolorowych magazynów, które jego zdaniem są odbiciem współczesnego kanonu piękna. Namalował m.in. portret Kingi Rusin, który sprezentował prezenterce telewizyjnej przed kamerami tabloidowych paparazzich.
Jego prace malarskie prezentowane były m.in. na wystawach zbiorowych oraz podczas polskiej wystawy na Expo 2010.